# Robert Gellately
Robert Gellately, född 1943, är en kanadensisk historiker med det moderna Europa, i synnerhet andra världskriget och det kalla kriget, som specialområde. Han är för närvarande Earl Ray Beck Professor of History vid Florida State University. 
I boken Backing Hitler (2001) argumenterar Gellately för att Gestapos trupper endast uppgick till 32 000 personer, vilket minskade deras styrka. Atmosfären av terror berodde istället till stor del på att vanliga tyskar rapporterade om misstänkt antinazistisk aktivitet till de nationalsocialistiska myndigheterna.
Gellately har också publicerat en rad originaldokument tillsammans med Leon Goldensohn om Nürnbergprocessen 1945–1946.